# Crna Bara (Wojwodina)
Crna Bara (cyr. Црна Бара) – wieś w Serbii, w Wojwodinie, w okręgu północnobanackim, w gminie Čoka. W 2011 roku liczyła 437 mieszkańców.